# Сръбски език
Сръбският език (на сръбски: српски језик) се говори от около 8,5 милиона души главно в Сърбия, Босна и Херцеговина и Черна гора и е официален език в Сърбия, Черна гора и Босна и Херцеговина. На него говорят и сръбските малцинства в Хърватия, Северна Македония, Словения, Унгария и Румъния. Трудно е да се определи броят на сърбите – изселници в Европа, Северна и Южна Америка и Австралия.
Сръбският език спада към западната група южнославянски езици. В основата му са по-младите новощокавски говори на щокавския диалект, наречени източни херцеговски говори (за йекавския изговор) и най-младите новощокавски говори (за екавския изговор). Според някои сръбски езиковеди друг основен диалект е т.нар. торлашки говор.

## Характерни особености на сръбския език
В морфологично отношение сръбският език е запазил падежната система при имената, макар и доста опростена (особено в множествено число – в дателен, творителен и местен падеж има общо окончание -ма при съществителните и -им при прилагателните); при глаголите са запазени архаичните времена аорист и имперфект (минало свършено и несвършено време), но се срещат само в произведения на стари писатели, докато в съвременни текстове не се откриват изобщо; все повече намалява използването на инфинитива, който се замества от да- конструкция.
Най-характерна фонетична черта на сръбския език е неговата сложна акцентна система, която дава основание на някои изследователи да го определят като маргинално тонален. Върху стара праславянска основа той е създал система от четири ударения, които се различават както по дължина: къси: ` и ``; дълги: ´ и ˆ; така и по интонация: възходящи: ` и ´; низходящи: `` и ˆ. Сръбското ударение е свободно, подвижно и музикално. То може да стои на всички срички, с изключение на последната. Освен това то може да променя мястото си, дължината си и интонацията си в различни форми на една и съща дума (јỳнāк, јунáка, јÿначе). Дълга сричка в книжовния език може да се появи не само под ударение, но и след ударение.

## Исторически преглед

### Най-старият книжовен език у сърбите
На територията на средновековните сръбски държави се е използвала сръбска редакция на старобългарския език (църковнославянски език). В административните и юридическите текстове обаче се използвал предимно народен език. Затова многобройните грамоти (повели) са богат източник за изучаване развитието на щокавския диалект до края на XV век. През XV век българските книжовници Григорий Цамблак и Константин Костенечки, които бягат от турското нашествие, се опитват да реформират сръбския църковнославянски език. Нахлуването на турците и падането на сръбската държава силно затруднява всяка книжовна дейност в Сърбия, така че националната идентичност на сърбите и народният сръбски език се запазват до голяма степен благодарение на устното народно творчество, особено на епичните народни песни.
Според Павел Шафарик през XVI век книги на сръбски език се печатат в Османската империя в Шкодра, Белград и Грачанишкия манастир на Косово поле. При научното дирене на Константин Иречек, в края на XVIII век тези издания вече са библиографска рядкост.

### Славяносръбски книжовен език
С голямото преселение на сърбите на територията на Унгария и Източна Славония в края на XVII и началото на XVIII век под предводителството на патриарх Арсений III Черноевич сръбското население в рамките на Хабсбургската монархия се развива и създава свой книжовен език, смесица между руския църковнославянски и народните сръбски говори. Този книжовен език, наречен славяносръбски (или граждански), се използва от средата на XVIII до трийсетте години на XIX век.

### Реформа на книжовния език и правопис
В края на XVIII век сръбският писател Доситей Обрадович обявява, че ще пише на простонароден език, който да бъде разбиран не само от образовани хора, но и от необразованите селяни и пастири.

#### Дейността на Вук Караджич
Вдъхновен от идеите на Доситей Обрадович, през 1813 г. Вук Караджич, подпомогнат от словенеца Йерней Копитар, започва във Виена работа по реформата на сръбския език и писменост. През 1814 г. Вук Караджич издава своята „Граматика на сръбския език“ (Писменица сербскога іезика). Тя е написана с опростена азбука, предложена от Сава Мъркал. „Граматиката“ на Вук Караджич представлява основа за създаване на стандартен книжовен език на базата на източнохерцеговския новощокавски иекавски диалект.
От самото начало на своята книжовна дейност Вук Караджич прилага правописния принцип „пиши както говориш“ (пиши као што говориш), т.е. използва фонологичен правопис, като постепенно реформира и сръбската кирилица.
След издаването на „Граматиката“ Вук Караджич събира и издава народни песни, като успоредно с това събира и думи за капиталния си труд – „Сръбски речник“ (Српски рјечник), който излиза през 1818 г. и съдържа 27 хиляди сръбски народни думи и изрази. В своя „Речник“ той използва окончателно реформираната сръбска кирилска азбука, използвана и до днес.
Въпреки че Вук Караджич става широко популярен, става член на няколко научни дружества в Русия, Германия и Полша, получава докторат по философия в Йена, противниците му в Сърбия не допускат въвеждането на сръбския народен език и фонетичния правопис. Те оспорват възможностите на народния език да служи за изразяване на сложни мисли. Вук Караджич успява да разбие всички съмнения в богатството и съвършенството на народния език, след като издава четири големи тома с народни песни (1823, 1824, 1833).
Съпротивата срещу езика и правописа на Караджич е толкова силна, че концепцията му за книжовен език бива приета официално едва през 1868 г.

#### Дейността на Джуро Даничич
Към края на 40-те години на XIX век в Сърбия идва ново поколение книжовни и научни дейци, което приема реформата на Вук Караджич. Сред тях най-силно се изявяват поетът Бранко Радичевич и близкият сътрудник на Вук, Джуро Даничич, който помага изключително много при второто издание на „Сръбския речник“ през 1852 г.
Джуро Даничич изиграва ключова роля в стандартизацията на сръбския книжовен език, която завършва през последните десетилетия на XIX век. През 1850 г. излиза „Малка сръбска граматика“ (Мала српска граматика) от Джуро Даничич, която е първата научно разработена граматика на сръбския език и служи като солидна основа на всички по-късни сръбски граматики.

### Съвременният сръбски книжовен език
Въпреки че Вук Караджич се застъпва за иекавската норма в стандарта на сръбския език, налага се екавският изговор, базиран на най-младите новощокавски говори (шумадийско-войводинския диалект). През югославския период от 1918 до 1990 г. се налага латиницата като графична система, за да бъде по-лесно налагането на донякъде изкуствено създадения сърбохърватски език. След разпадането на Югославия сръбският език отново става самостоятелен и естественият му развой се възстановява. Обаче в научно-техническата лексика остават много хърватизми като наследство от общия период. Освен това латиницата все още продължава да се използва масово от сърбите, почти наравно с кирилицата.
Официална сръбска писменост е кирилицата, която се състои от 30 букви, но се допуска и използване на латиница, особено в общините, където освен сръбския, официален език е език на някоя национална или етническа общност, а също така и на територията на цялата автономна област Войводина, където равноправно се използват (според числеността на населението) сръбски, унгарски, ромски, хърватски, словашки, румънски и русински език.
Съвременният сръбски език е отразен най-пълно в „Граматиката“ на Михайло Стеванович, както и в речника на Милош Московлевич.
Изборът на азбука е актуална тема и през XXI век.

## Граматика на книжовния сръбски език
Съществителните имена, прилагателните имена и местоименията се скланят по род и число в седем падежа: именителен, родителен, дателен, винителен, звателен, творителен и местен. Родовете са три, както в българския: мъжки, женски и среден. Числата: единствено и множествено.
Прилагателните имена могат да предхождат съществителните, но и да бъдат поставяни след тях, като изискването е винаги да са съгласувани по род, число и падеж.
Съществителните имена от среден род могат да окончават на -о, -е или да нямат окончание. От окончаващите на -о, онези, които имат две съгласни преди -о, прибавят едно а между въпросните съгласни в множественото число в родителен падеж. По-долу са дадени примерни склонения с отбелязани изключения в бележките.
| Една съгласна предхожда -о |                  |                   |
| Падеж                      | Единствено число | Множествено число |
| Именителен                 | кољен + о        | кољен + а         |
| Родителен                  | кољен + а        | кољен + а         |
| Дателен                    | кољен + у        | кољен + има       |
| Винителен                  | кољен + о        | кољен + а         |
| Звателен                   | кољен + о        | кољен + а         |
| Местен                     | кољен + у        | кољен + има       |
| Творителен                 | кољен + ом       | кољен + има       |

| Две съгласни предхождат -о |                  |                   |
| Падеж                      | Единствено число | Множествено число |
| Именителен                 | jедр + о         | jедр + а          |
| Родителен                  | jедр + а         | jедар + а         |
| Дателен                    | jедр + у         | jедр + има        |
| Винителен                  | jедр + о         | jедр + а          |
| Звателен                   | jедр + о         | jедр + а          |
| Местен                     | jедр + у         | jедр + има        |
| Творителен                 | jедр + ом        | jедр + има        |